# Zgromadzenie Legislacyjne Nowego Brunszwiku

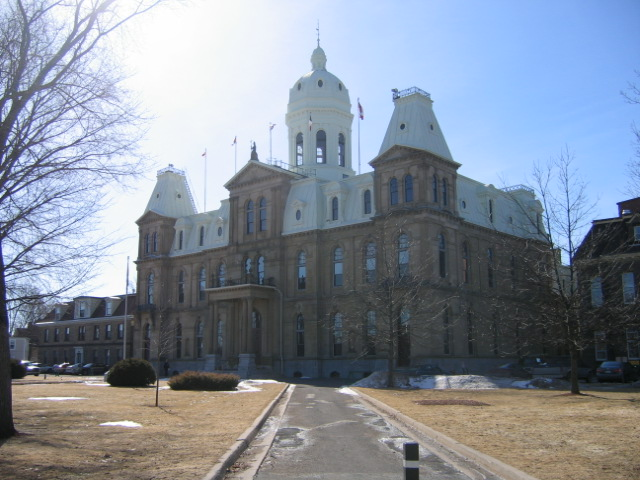
Siedziba parlamentu we Fredericton

Zgromadzenie Legislacyjne Nowego Brunszwiku (ang. Legislative Assembly of New Brunswick, fr. Assemblée législative du Nouveau-Brunswick) – składa się współcześnie z 49 deputowanych (Members of Legislative Assembly, w skrócie MLA). Deputowani wybierani są w 49 jednomandatowych okręgach.